# Bennangur, Kolar
Bennangur là một làng thuộc tehsil Kolar, huyện Kolar, bang Karnataka, Ấn Độ.